# Gray Line Alaska
Gray Line Alaska est une entreprise touristique, qui propose des visites de différentes régions de l'Alaska. Cette entreprise est spécialisée dans le transport en bus.
Gray Line Alaska appartient à Carnival corporation & plc, par le biais de sa filiale Holland America Line.